# Datong (socken i Kina, Sichuan, lat 30,50, long 103,34)
Datong (kinesiska: 大同乡, 大同) är en socken i Kina. Den ligger i provinsen Sichuan, i den sydvästra delen av landet, omkring 72 kilometer väster om provinshuvudstaden Chengdu.
Genomsnittlig årsnederbörd är 1 442 millimeter. Den regnigaste månaden är juli, med i genomsnitt 387 mm nederbörd, och den torraste är januari, med 12 mm nederbörd.